# La sangre de tu tristeza
«La sangre de tu tristeza» es una canción del grupo español Gabinete Caligari, incluida en su álbum de estudio Camino Soria.

## Descripción
El tema, de ritmo lento, ha sido calificado como el más melancólico del álbum.
Publicado como primer sencillo del álbum, en 1987, en la cara B se incluyó la canción Tócala, Uli.
Alcanzó el número 1 de Los 40 Principales el 19 de diciembre de 1987.
El tema está además incluido en el álbum recopilatorio La culpa fue de Gabinete (2004). Jaime Urrutia además, incluyó el tema en su segundo proyecto al margen de la banda, el álbum titulado En Joy (2007) interpretándolo en colaboración con Dani Martín.
El videoclip de la canción fue producido por el programa de TVE La bola de cristal, que lo estrenó.

## Posicionamiento en listas
| País   | Lista              | Mejor posición |
| ------ | ------------------ | -------------- |
| España | Los 40 principales | 1              |